# Leo von Littrow
Leo von Littrow, eigentlich Leontine Camilla von Littrow (* 17. März 1856 in Triest; † 11. Mai 1925 in Abbazia, heute Kroatien) war eine österreichische impressionistische Malerin.

## Leben und Werk
Leo von Littrow wurde als Leontine Camilla von Littrow in Triest geboren und von klein auf stets Leo genannt. Als Angehörige einer altösterreichischen Familie verfügte sie über bekannte Vorfahren. Ihr Vater Heinrich von Littrow, ein Fregattenkapitän der österreichischen Marine, Kartograf, Dichter und Bühnenschriftsteller wirkte nachmals als Leiter der Handels- und Nautischen Akademie in Triest und als Königlich-Ungarischer Seeinspektor in Fiume (Rijeka). Ihre Mutter, Caroline Fanny Barry entstammte wie Leos Onkel Alfred Barry und Richard Barry einer wohlhabenden Bankiers- und Kaufmannsfamilie in Genua und Triest. Leos Großvater war der Kaiserliche Hof-Astronom Johann Joseph von Littrow, 1835 in erblichen Adelsstand versetzt. Einer ihrer Onkel war der Astronom Karl Ludwig von Littrow, Nachfolger seines Vaters Joseph als Leiter der Wiener Universitätssternwarte und Rektor der Wiener Universität. Er war mit der Frauenrechtlerin Auguste von Littrow verheiratet, Mitbegründerin des Wiener Frauenerwerbsvereines, des Vereines Wiener Frauenheim und Wohltäterin der Stadt, die einen Salon unterhielt. Befreundete Gäste wie Franz Grillparzer, Josef Danhauser, Marie von Ebner-Eschenbach, Ottilie von Goethe, Carl von Zumbusch verkehrten hier. Zum Entdecker von Leo von Littrows malerischem Talent wurde anlässlich ihrer Kindheits- und Jugendaufenthalte der Wiener Maler Hans Canon, ein weiterer Freund des Littrow-Kreises.
Leo von Littrow wuchs in Triest und Fiume (Rijeka) auf und lebte um 1887 in Abbazia, einem Meereskurort der Österreichisch-Ungarischen Monarchie. Sie war ihrem Vater hierher gefolgt, der aus beruflichen Gründen in diesen Ort gekommen war. Ihre künstlerische Ausbildung erhielt sie, nach gelegentlichen Wiener Malstunden bei Hans Canon, ab etwa 1875 unter dem Einfluss des französischen Impressionismus durch den gleichfalls adeligen Pariser Maler Jean d’Alheim, einen Schüler des Romantikers Alexandre Calamé. Nach ersten Erfolgen auf Ausstellungen in Wien, Bremen, München und London galt Leo von Littrow um 1885 als erfolgreiche Malerin des Meeres und der italienischen wie dalmatinischen Küstenlandschaft. Später wurden vor allem ihre Pergola- und Gartenansichten beliebt. Nach einer ersten gemeinsamen Reise nach Ragusa im Jahre 1887 mit Olga Wisinger-Florian entspann sich eine jahrzehntelange Freundschaft, die für den Kunststil beider Künstlerinnen bedeutend war. Leo von Littrow entwickelte einen individualistischen lichtdurchfluteten und reinfarbigen Stil des Impressionismus.
Bereits vor der Jahrhundertwende galt Littrow als Impressionistin des Südens. Sie verkaufte Bilder an gekrönte Häupter und Sammler. In ihrem Atelier in Abbazia verkehrten Ferdinand I. Fürst von Bulgarien, Erzherzog Karl Stephan von Österreich oder Kronprinzessin Stephanie von Österreich, mit der sie zeitlebens korrespondierte und befreundet war. Zu Leos und auch Heinrich von Littrows engsten Freunden und Sammlern ihrer Bilder zählten der Industrielle und Miterfinder des Torpedos Robert Whitehead und dessen Tochter und Schwiegersohn Alice Gräfin von Hoyos und Georg von Hoyos.
Leo von Littrow starb 1925 in ihrem Heimatort Abbazia.

## Bedeutung
Die Malerin signierte ihre Werke stets mit „Leo von Littrow“, „Leo Littrow“ oder dem Monogramm „LL“. Nach Ausstellungserfolgen in Wien (1880), Bremen (1880) London (1886), Budapest (1884), München (1893) oder Chicago (1893, Kolumbische Weltausstellung) und vor allem durch großen Einzelausstellungen in London (1899, 1904, 1906) und Wien (1914) wurde Leo von Littrow bereits Mitte der 1880er-Jahre als einziger Frau ein ehrenhafter Auftrag der neu errichteten Museen des Wiener Hofes zuteil: Die Ausstattungsmalerei für die Hochparterresäle des Naturhistorischen Museums zeigt ihr Gemälde Küste von Ragusa. Littrows Werke befinden sich heute unter anderem im Wien Museum, in der Gemäldegalerie der Akademie der bildenden Künste Wien und dem Museo Revoltella di Trieste.

## Galerie

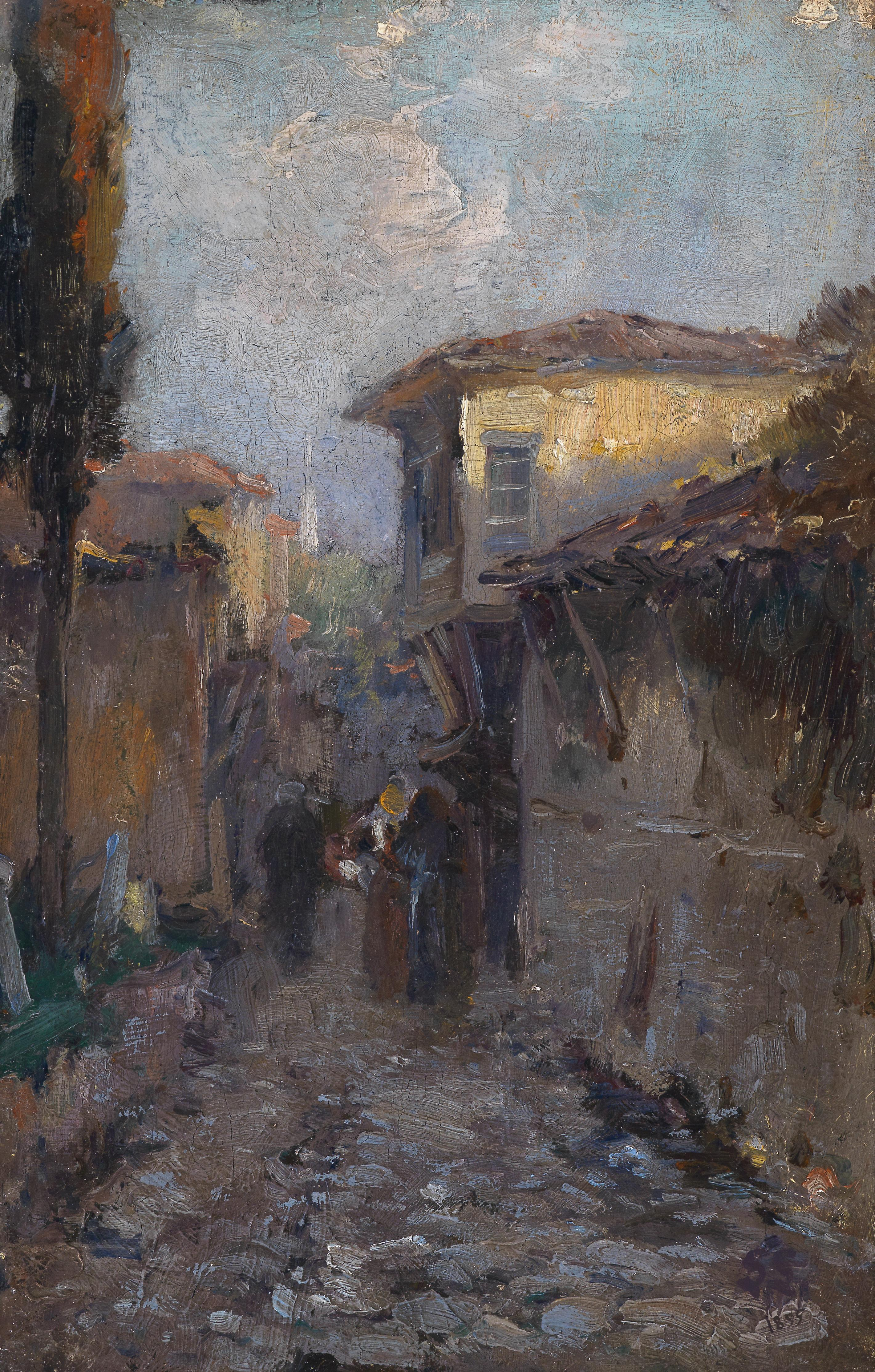
Südliche Dorfstraße, 1899
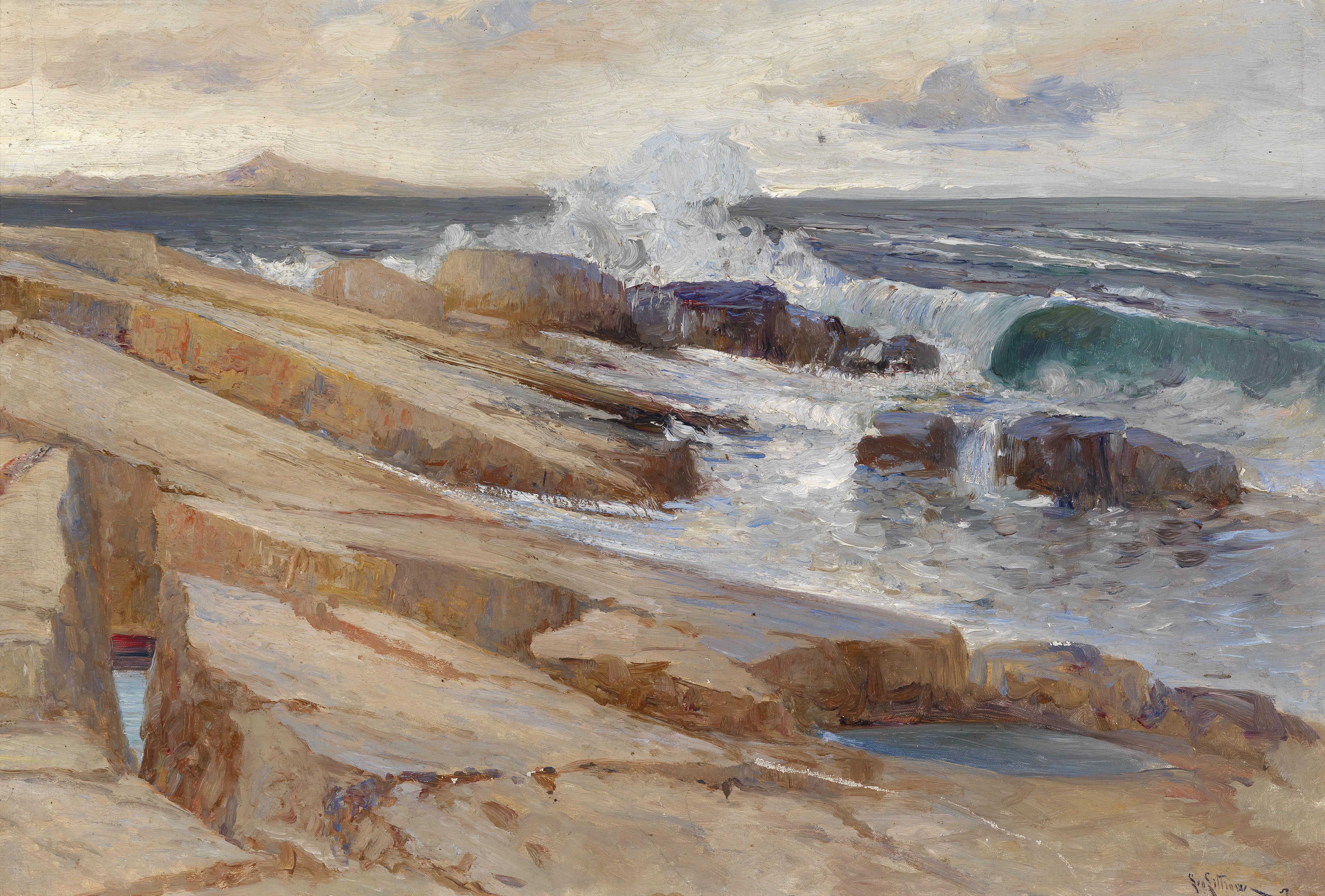
Küstenlandschaft bei Ragusa, um 1914
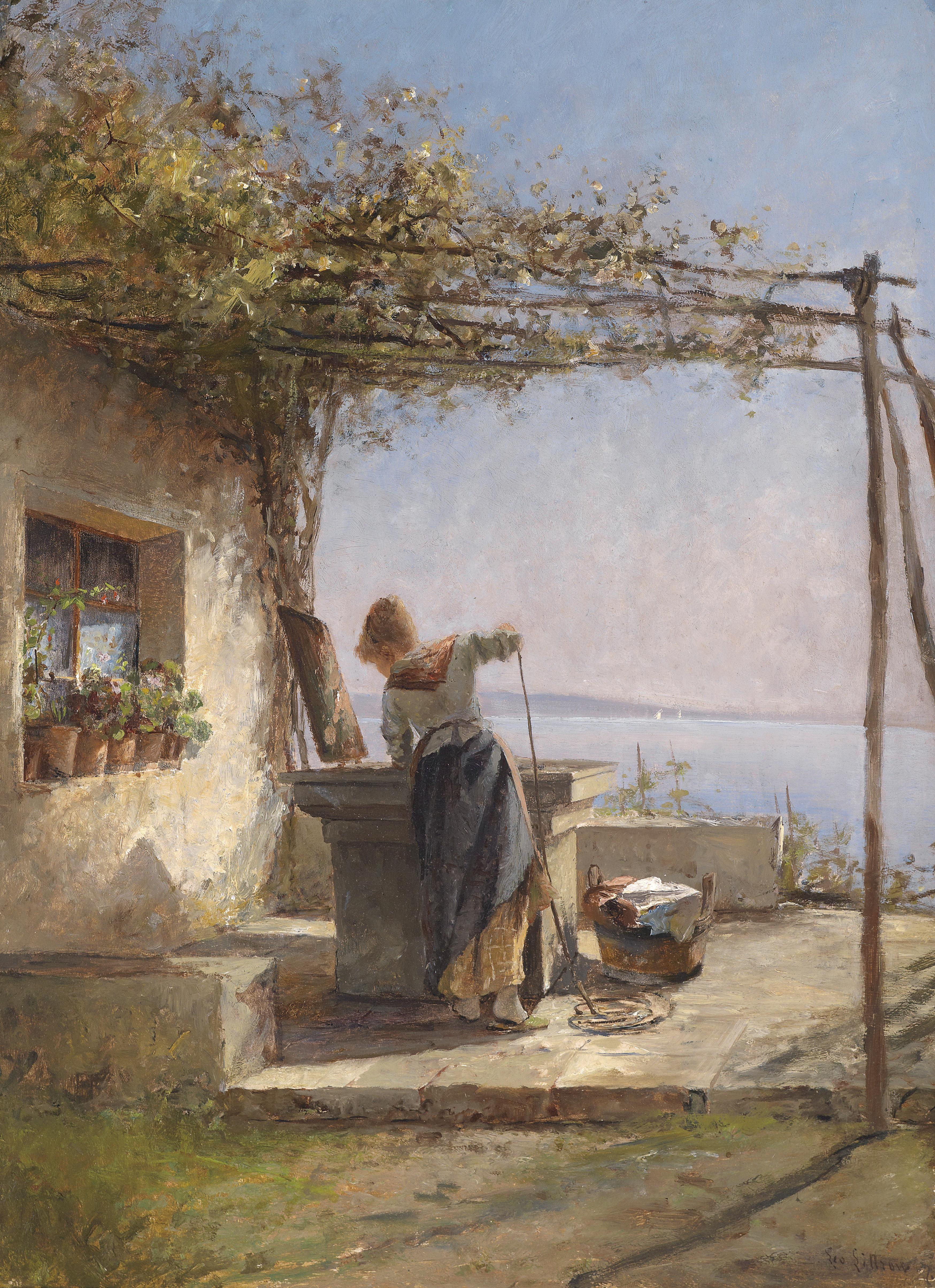
Wäschermädel am Brunnen, spätestens 1925